# Кубок Азії з футболу

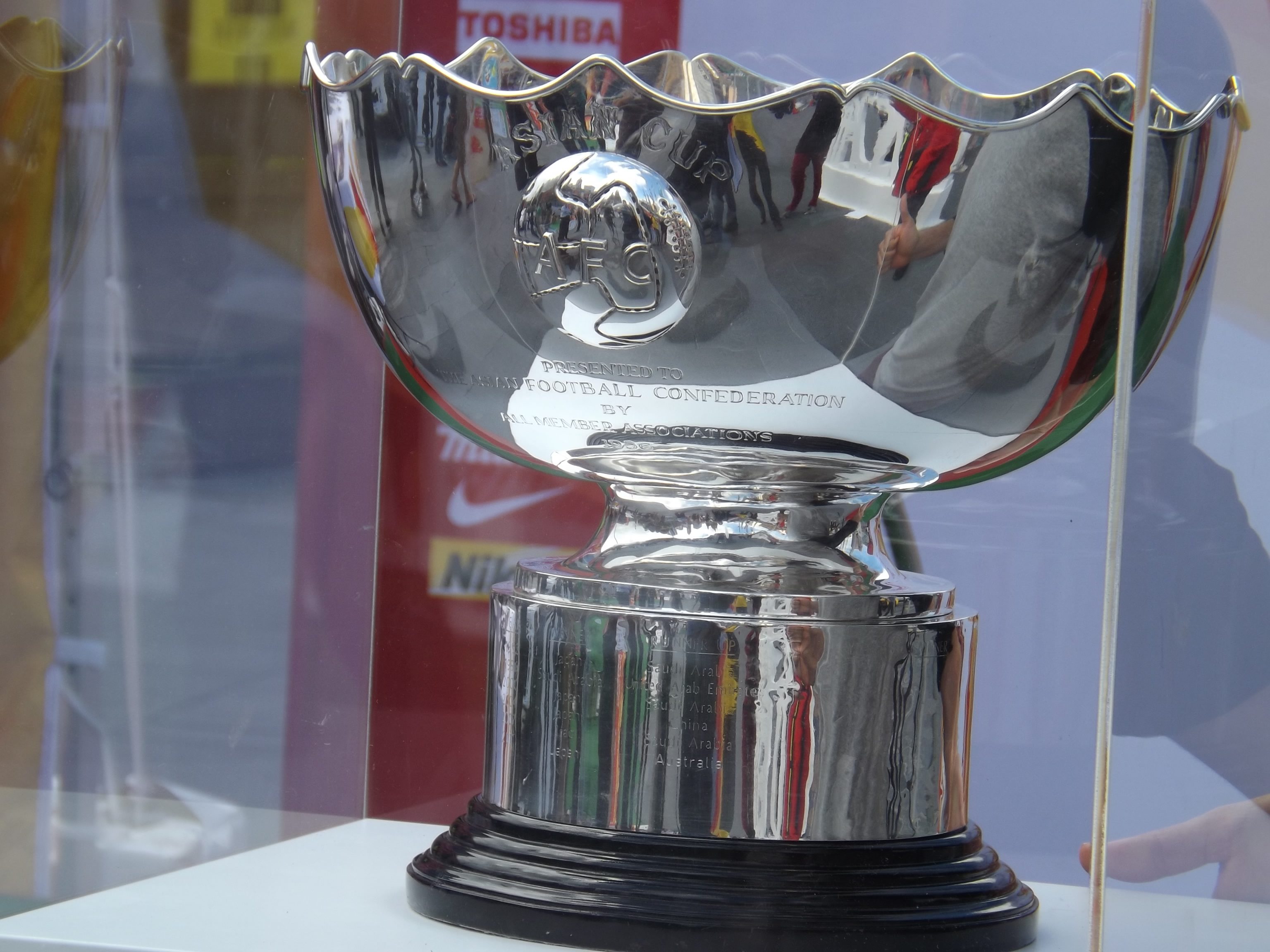
Кубок Азії

Кубок Азії з футболу — футбольний турнір, що проводиться Азійською футбольною Конфедерацією (АФК). Збірна, що перемогла, стає офіційним чемпіоном Азії на чотири роки і автоматично має право на участь у Кубку конфедерацій ФІФА.
Проводиться один раз на чотири роки, починаючи з 1956 року. Однак після Кубку Азії 2004 року, який пройшов між чемпіонатом Європи з футболу і літніми Олімпійськими іграми, АФК вирішила перенести свій кубок на менш переповнений рік. Тому після 2004 року турнір відбувся в 2007 році і в майбутньому буде проводитися раз на чотири роки.
У Кубку Азії домінують протягом багатьох років, в основному збірні зі Східної або Західної Азії. Зокрема, такі збірні як Іран, Японія та Саудівська Аравія, беруть участь майже у кожному фінальному матчі.

## Статистика
| Збірна            | Чемпіон                     | Фіналіст                   | 3 місце                    | 4 місце        |
| ----------------- | --------------------------- | -------------------------- | -------------------------- | -------------- |
| Японія            | 4 (1992*, 2000, 2004, 2011) | 1 (2019)                   | -                          | 1 (2007)       |
| Саудівська Аравія | 3 (1984, 1988, 1996)        | 3 (1992, 2000, 2007)       | -                          | -              |
| Іран              | 3 (1968*, 1972, 1976*)      | -                          | 4 (1980, 1988, 1996, 2004) | 1 (1984)       |
| Південна Корея    | 2 (1956, 1960*)             | 4 (1972, 1980, 1988, 2015) | 3 (1964, 2000, 2007)       | -              |
| Катар             | 2 (2019, 2023)              |                            |                            |                |
| Ізраїль **        | 1 (1964*)                   | 2 (1956, 1960)             | 1 (1968)                   | -              |
| Кувейт            | 1 (1980*)                   | 1 (1976)                   | 1 (1984)                   | 1 (1996)       |
| Австралія         | 1 (2015*)                   | 1 (2011)                   | -                          | -              |
| Ірак              | 1 (2007)                    | -                          | -                          | 2 (1976, 2015) |
| КНР               | -                           | 2 (1984, 2004*)            | 2 (1976, 1992)             | 2 (1988, 2000) |
| ОАЕ               | -                           | 1 (1996*)                  | 1 (2015)                   | 1 (1992)       |
| Індія             | -                           | 1 (1964)                   | -                          | -              |
| М'янма            | -                           | 1 (1968)                   | -                          | -              |
| Йорданія          | -                           | 1 (2023)                   | -                          | -              |
| Китайський Тайбей | -                           | -                          | 1 (1960)                   | 1 (1968)       |
| Гонконг           | -                           | -                          | 1 (1956*)                  | 1 (1964)       |
| Таїланд           | -                           | -                          | 1 (1972*)                  | -              |
| В'єтнам           | -                           | -                          | -                          | 2 (1956,1960)  |
| Бахрейн           | -                           | -                          | -                          | 1 (2004)       |
| Камбоджа          | -                           | -                          | -                          | 1 (1972)       |
| Північна Корея    | -                           | -                          | -                          | 1 (1980)       |
| Узбекистан        | -                           | -                          | -                          | 1 (2011)       |

* = господар турніру
** =  Ізраїль вийшов зі складу АФК на початку 1970